# Framée (contre-torpilleur)
Pour les articles homonymes, voir Framée.
La Framée est le navire de tête de sa classe de quatre contre-torpilleurs construit pour la marine française vers le début du XXe siècle. Achevé au milieu de l’année 1900, il fut coulé deux mois plus tard dans une collision avec le cuirassé pré-dreadnought Brennus, entraînant la perte de 47 hommes.

## Conception
Les navires de classe Framée utilisaient la même conception de coque que la classe Durandal, mais avaient un système de propulsion plus puissant. Les navires avaient une longueur de 58,2 mètres, une largeur de 6,31 mètres et un tirant d'eau de 3,02 mètres. Ils avaient un déplacement de 319 tonnes à charge normale. Ils étaient propulsés par une paire de moteurs à vapeur à triple expansion, chacun entraînant un arbre d'hélice à l’aide de la vapeur fournie par quatre chaudières Normand. Les moteurs ont été conçus pour produire 5200 chevaux (3878 kW) donnant aux navires une vitesse de 26 nœuds (48 km/h). Lors de ses essais en mer au début de 1900, la Framée atteint une vitesse de 26,9 nœuds (49,8 km/h). Les navires transportaient suffisamment de charbon pour une autonomie de 1541 milles marins (2854 km) à 14 nœuds (26 km/h). Leur effectif se composait de quatre officiers et de 57 hommes.
Les navires de classe Framée étaient armés d’un canon de 65 millimètres à l’avant et de six canons Hotchkiss de 47 millimètres, trois sur chaque bord. Ils étaient équipés de deux tubes lance-torpilles rotatifs simples de 381 millimètres, l’un entre les cheminées et l’autre à l’arrière.

## Carrière
La Framée a été commandée aux Ateliers et chantiers de la Loire le 27 octobre 1897 et le navire a été mis en chantier plus tard cette année-là à son chantier naval de Nantes. Il a été lancé le 29 juin 1899. Il est arrivé à Lorient le 25 janvier 1900 pour son armement et pour effectuer ses essais en mer, qui ont duré jusqu’en juin. Bien que la Framée ait été affectée à l’escadre de la Méditerranée le 29 juin, elle a été temporairement affectée à l’escadre du Nord en attendant ses ordres de navigation. Dans la nuit du 10 au 11 août 1900, alors qu’elle revenait d’exercices dans la Manche, elle est entrée en collision avec le Brennus au large du cap Saint-Vincent,. La Framée coule rapidement, avec 47 de ses 61 hommes d’équipage perdus. Le navire a été rayé de la liste de la marine le 26 octobre.